# 內皮

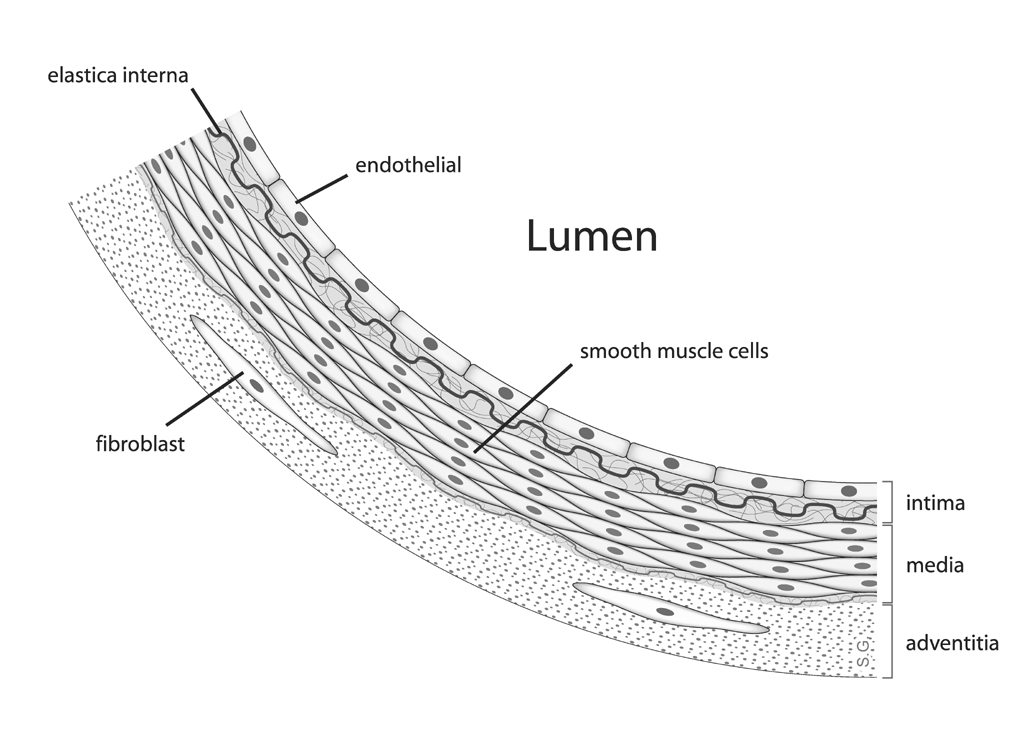
動脈血管壁的解剖圖

内皮（endothelium）或内皮组织，是脊椎动物心脏血管或淋巴管内壁所衬的单层细胞，属于一种单层扁平上皮（simple squamous epithelium），其来源于中胚层，薄而光滑，有利于物质交换和血液、淋巴的流动。
內皮細胞（endothelial cell）沿著整個循環系統，由心臟直至最少的微血管。全身血管网有一半面积的内皮在肺脏。
心室內表面的內皮細胞稱為心內膜。微血管及淋巴微管是由單一層的內皮細胞所組成。
內皮組織是一種特別的上皮組織，而上皮組織是動物的四種生物組織之一。

## 功能
內皮細胞涉及多個血管生物學的範疇，包括：
- 血管收縮及血管舒張，從而控制血壓；
- 凝血（血栓形成及纖維蛋白溶解）；
- 動脈硬化；
- 血管生成；
- 炎症及腫脹（浮腫）。

內皮細胞亦控制一些物質，如白血球進出血管。
在某些器官，有一些高度分化的內皮細胞負責特別的過濾功能。例子包括有腎絲球及腦血管障壁。

### 凝血
怀布尔-帕拉德小体（Weibel-Palade 小体）是内皮细胞特有的杆状细胞器，储存有第VIII因子相关抗原（血管性血友病因子，von Willebrand factor，vWF），在内皮细胞受到损伤时可以释放至内皮细胞下方的胶原纤维上，引导血小板血栓的形成，阻止血液外渗。同时，内皮细胞会大量分泌组织因子并释放入血，与FVIIa/VII及Ca2+形成复合物，激活FIX和FX，启动外源性凝血途径。

## 病理學
內皮功能失調是失去了正常的內皮細胞功能，是一種很出名的血管疾病，且經常會導致動脈硬化。在患有糖尿病、高血壓及其他慢性病理生理情況都是十分普遍的。其中一種內皮功能失調是一氧化氮的遞減，一般是因為高水平的非對稱性二甲基精氨酸影響由精氨酸引發的一氧化氮合成。

## 內部連結
- 內皮衍生舒張因子
- 羅伯·佛契哥特（1998年因發現而獲得諾貝爾生理學或醫學獎）
- 胞膜窖
- 韋伯潘力氏小體
- 心內膜
- 內膜

## 外部連結
- 《表皮細胞 （页面存档备份，存于）》：內皮細胞研究期刊